# European Shooting Confederation
De European Shooting Confederation (ESC) is de Europese sportfederatie voor de schietsport. De organisatie is aangesloten bij de International Shooting Sport Federation (ISSF).

## Geschiedenis
Op het Congres van de Union Internationale de Tir (UIT) in 1952 te Helsinki (onder voorzitterschap van de Zweed Karl-August Larson) werd besloten om vanaf 1955 Europese kampioenschappen in te richten. Deze vonden een eerste maal plaats te Boekarest.
In 1958 werd er (tijdens de wereldkampioenschappen te Moskou) in de schoot van de UIT een Europees comité opgericht met Kurt Hasler als bestuurder. Hasler werd in deze hoedanigheid in 1960 opgevolgd door de Roemeen Gavrilă Barani.
De feitelijke oprichting van de ESC vond vervolgens plaats op 18 augustus 1969 tijdens de Europese kampioenschappen van 1969 in het Tsjechoslowaakse Pilsen. Als eerste voorzitter werd Gavrilă Barani verkozen.

## Structuur
De hoofdzetel van de organisatie is gelegen in het Zwitserse Lausanne. Huidig voorzitter is de Duitser Alexander Ratner. Secretaris-generaal is de Duitse Doris Fischl.

### Bestuur
| Periode                                               | Voorzitter                                            |
| Europees comité v/d Union Internationale de Tir (UIT) | Europees comité v/d Union Internationale de Tir (UIT) |
| ----------------------------------------------------- | ----------------------------------------------------- |
| 1958-1960                                             | Kurt Hasler                                           |
| 1960-1969                                             | Gavrilă Barani                                        |
| European Shooting Confederation (ESC)                 |                                                       |
| 1969-1989                                             | Gavrilă Barani                                        |
| 1989-1993                                             | Björn Schullström                                     |
| 1993-2001                                             | Gianpiero Armani                                      |
| 2001-2009                                             | Unni Nicolaysen                                       |
| 2009-2021                                             | Vladimir Lisin                                        |
| 2021-heden                                            | Alexander Ratner                                      |

| Periode                               | Secretaris-generaal                   |
| European Shooting Confederation (ESC) | European Shooting Confederation (ESC) |
| ------------------------------------- | ------------------------------------- |
| 2013-2021                             | Alexander Ratner                      |
| 2022-heden                            | Doris Fischl                          |

### Aangesloten organisaties
De ESC telt onder haar leden 57 nationale bonden waaronder de Koninklijke Nederlandse Schietsport Associatie (KNSA) en het Koninklijk Verbond der Belgische Schuttersverenigingen (KVBSV).